# Gambo

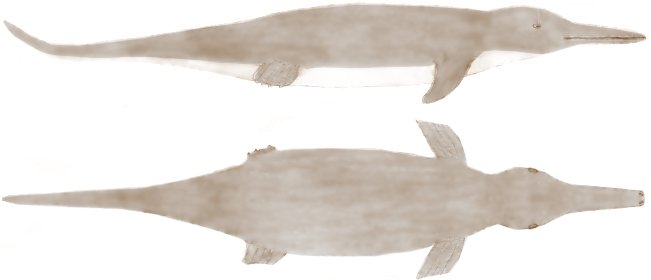
Dibujo de Owen Burnham

Gambo es el nombre dado al cadáver de un gran animal marino no identificado, que supuestamente fue encontrado en la playa de Bungalow Beach, en Gambia.
Fue encontrado por el adolescente Owen Burnham y su familia el 12 de junio del 1983. Owen, un entusiasta de los animales, decidió medirlo y hacer dibujos pero no llegó a fotografiarlo. Según su relato, no pensó en tomar ninguna muestra hasta después de darse cuenta de que no lo pudo identificar en ningún libro. Según Owen, los habitantes locales dijeron que se trataba de un delfín, pero él se dio cuenta de que tan solo lo parecía en su aspecto exterior.
La criatura fue decapitada por los habitantes del pueblo, y la cabeza fue vendida a un turista. El cuerpo fue supuestamente enterrado y los distintos intentos de encontrarlo nunca han tenido éxito.